# Mouriri pseudogeminata
Mouriri pseudogeminata är en tvåhjärtbladig växtart som beskrevs av Henri François Pittier. Mouriri pseudogeminata ingår i släktet Mouriri och familjen Melastomataceae.
Artens utbredningsområde är Venezuela. Inga underarter finns listade i Catalogue of Life.